# Herpele multiplicata
Herpele multiplicata é uma espécie de anfíbio gimnofiono da família Caeciliidae. É endémica dos Camarões.